# 小林美江
小林 美江（こばやし みえ、1969年11月20日 - ）は、日本の女優。オフィスPSC所属。茨城県出身。1988年 茨城県立下館第二高等学校卒業。
1989年から2006年までの間、劇団東京ヴォードヴィルショーに所属。1996年からスーパーエキセントリックシアターの丸山優子、劇団七曜日の福島まり子と共に女性3人組の演劇ユニット・Beansとしてラサール石井演出による公演を行った。

## 出演

### 舞台
- 劇団東京ヴォードヴィルショー
  - アパッチ砦の攻防より〜戸惑いの日曜日（1996年）
  - 恋のファイリング（1999年）
  - 竜馬の妻とその夫と愛人（2000年）
  - 俺達の聖夜 & 明日を心の友として（2002年）
  - その場しのぎの男たち（2003年）
  - その人、女優?（2004年）
  - 竜馬の妻とその夫と愛人 U-40バージョン（2006年）
  - アパッチ砦の攻防（2011年）

ほか
- Beans
  - いつでもどこでも誰とでも（1996年、下北沢駅前劇場）
  - スマイル!すま子さん（1997年、下北沢駅前劇場）
  - 風のオルフェウス（1998年/2003年、下北沢駅前劇場/新宿シアタートップス）
  - 改訂版 いつでもどこでも誰とでも（1999年、新宿シアタートップス）
  - ほんきかしらウソかしら（2000年、新宿シアタートップス）
  - すぎのとを（2001年、新宿シアタートップス）
- ドレッサーウーマン（1994年）
- 南風荘の人々〜掃除屋（1997年11月、下北沢ザ・スズナリ）
- アシバー〜沖縄遊侠伝〜（2003年1月 - 2月、下北沢ザ・スズナリ）
- リカちゃんとガメラ（2000年10月、OFF・OFFシアター）
- 追いつ!追われつ!!（2001年1月、本多劇場）
- あたっくNo.1（2001年6月 - 7月、東京芸術劇場小ホール）
- 喜劇 地獄めぐり〜生きてるだけで丸もうけ〜（2002年2月、新橋演舞場）
- 居残り佐平次〜次郎長恋の鞘当て〜（2002年5月、明治座）
- 分署物語2 〜愛しき男達〜（2002年3月 - 4月、下北沢「劇」小劇場）
  - 分署物語3 〜整列休め!〜（2003年2月、下北沢「劇」小劇場）
- じゃんけんぽん（2002年10月、OFF・OFFシアター）
- 大川わたり（2003年9月、ル・テアトル銀座）
- 松浦亜弥主演ミュージカル〜リアルオーディション〜（2004年2月、メルパルクホール/大阪厚生年金会館）
- モーニング娘。ミュージカル HELP!!熱っちぃ地球を冷ますんだっ。（2004年5月 - 6月、中野サンプラザ）
- 丹下左膳（2004年12月、新橋演舞場）
- 火焔太鼓（2005年5月、明治座）
- 赤い夕陽のサイゴン☆ホテル（2005年8月、ル・テアトル銀座）
- THE面接（2006年6月、シアターモリエール）
- しんぱいのたね（2006年4月、OFF・OFFシアター）
- 昭和歌謡シアター 新宿の女（2007年1月 - 2月、新宿シアター107）
- なまけもの百科事典（2007年3月、王子小劇場）
- いとしの儚（2007年3月、新国立劇場小劇場）
- うそつき弥次郎（2007年5月、明治座）
- 夏来たりなば（2007年9月、本多劇場）
- 星屑の街〜新宿歌舞伎町編〜（2008年2月、新宿コマ劇場）
- リンゴの木の下で〜昭和21年のジャズ〜（2008年3月、新国立劇場小劇場）
- ひなあられ（2008年4月、下北沢ザ・スズナリ）
- おしるし（2008年6月、赤坂レッドシアター）
- 港入口若津屋食堂（2008年7月、赤坂レッドシアター）
- 月の輝く夜に（2008年11月、ル・テアトル銀座）
- 冬の入口（2009年4月、赤坂レッドシアター）
- ペラペラゲーム（2009年5月 - 6月、下北沢ザ・スズナリ）
- 太宰治の音楽朗読劇 オンナの小説（2009年7月、乃木坂コレドシアター）
- 仙台四郎物語〜福の神になった男〜（2009年9月、明治座）
- パッチギ!（2009年12月、新国立劇場中劇場）
- 家の内臓（2010年5月、SPACE雑遊）
- 〜今日こそ、楽しい〜ひな語り（2011年7月、恵比寿エコー劇場）
- マジすか学園 〜京都・血風修学旅行〜（2015年5月、AiiA Theater Tokyo）
- 行先不明（2022年6月、御園座 / サンシャイン劇場） - 本庄良子 役[1][2]
- 中村雅俊芸能生活50周年記念公演『どこへ時が流れても～俺たちのジュークボックス～』（2024年6月2日 - 18日、明治座） - 滝奈穂子 役[3]
- 朗読劇 細雪（2024年6月22日・23日、明治座） - 井谷夫人 役（他）[4]
- 或る、かぎり（2025年4月2日 - 6日、下北沢駅前劇場）[5]
- ジャニス（2025年8月20日 - 24日〈予定〉、博品館劇場）[6]
- スイートホーム ビターホーム（2025年12月6日 - 29日〈予定〉、大阪松竹座 他） - 辰巳万理 役[7]

### テレビドラマ
- 泥棒に手を出すな!（1990年10月 - 12月、テレビ東京）
- 彼女の嫌いな彼女（1993年4月 - 6月、読売テレビ/日本テレビ）
- SWEET HOME（1994年1月 - 3月、TBS）
- 大河ドラマ「八代将軍吉宗」第26回「美女お断り」（1995年7月2日、NHK） - 上臈
- 金曜エンタテイメント スチュワーデス刑事2（1998年1月、フジテレビ）
- ニュースの女（1998年1月 - 3月、フジテレビ）
- ドラマ30 家族曲線（1998年9月 - 11月、中部日本放送/TBS）
- 走れ公務員! 第1話（1998年10月、フジテレビ）
- 十津川警部シリーズ16・寝台急行銀河殺人事件（1999年、TBS系） - 新見加奈子
- 貯まる女 第6話（2000年2月、テレビ東京）
- ショカツ（2000年4月 - 6月、関西テレビ/フジテレビ）
- 合い言葉は勇気 第9話（2000年8月、フジテレビ）
- はぐれ刑事純情派 第13シリーズ 第23話（2000年9月、テレビ朝日） - お好み焼店若女将・岸本温子
- 君の手がささやいている 第4章（2000年10月、テレビ朝日）
- 白い影（2001年1月 - 3月、TBS）
- 土曜ワイド劇場 タクシードライバーの推理日誌14（2001年4月、テレビ朝日）
- フレーフレー人生!（2001年7月 - 9月、読売テレビ/日本テレビ）
- 火曜サスペンス劇場 どうぞ安らかに（2001年6月、日本テレビ）
- マリア 第8話（2001年8月、TBS）
- オヤジ探偵 第8話（2001年9月、テレビ朝日）
- 愛の劇場 ラブ&ファイト 第3週（2001年9月、TBS）
- ドラマDモード ルージュ 最終話（2001年10月、NHK）
- やんパパ 第4話（2001年11月、TBS）
- 渡る世間は鬼ばかり第6シリーズ 第41話（2003年1月、TBS）
- 愛の劇場 温泉へ行こう4 第10週（2003年11月、TBS）
- 女将になります!（2003年4月 - 5月、NHK）
- ホットマン 第3話（2003年4月、TBS）
- 茂七の事件簿3 ふしぎ草紙 第4話（2003年8月、NHK）
- クニミツの政 第7話（2003年8月、関西テレビ/フジテレビ）
- 土曜ワイド劇場 温泉医ぽっかや診療所事件カルテ4（2004年1月、テレビ朝日）
- 愛の劇場 新・天までとどけ5 第2週（2004年3月、TBS）
- スペシャル ナースマン（2004年4月、日本テレビ）
- 光とともに…（2004年4月 - 6月、日本テレビ）
- 美少女戦士セーラームーン 第32話（2004年5月、中部日本放送/TBS）
- ああ探偵事務所 第2話（2004年7月、テレビ朝日）
- 土曜ワイド劇場 ドクVSデカ2（2004年9月、テレビ朝日）
- ハチロー〜母の詩、父の詩〜 第1・2話（2005年1月、NHK）
- 愛の劇場 うちはステップファミリー（2005年4月 - 5月、TBS）
- ブラザー☆ビート 第10話（2005年12月、TBS）
- Ns'あおい 第4話（2006年2月、フジテレビ）
- 女王の教室 エピソード2〜悪魔降臨〜（2006年3月、日本テレビ）
- 愛の劇場 すてきにコモン!（2006年4月 - 5月、TBS）
- 復讐するは我にあり（2007年3月、テレビ東京）
- 金曜プレステージ 黒い帽子の女（2007年7月、フジテレビ）
- 地獄の沙汰もヨメ次第 第6話（2007年8月、TBS）
- ドラマ30 お・ばんざい! 第7 - 8週（2007年10月、MBS/TBS）
- キャットストリート 第1話（2008年8月、NHK）
- 外事警察 第1話（2009年11月、NHK）
- 水戸黄門第41部 第6話「若殿守った鰻屋小町! 〜浜松」（2010年5月、TBS）
- さくら心中 （2011年1月 - 4月、東海テレビ/フジテレビ）
- 私は屈しない〜特捜検察と戦った女性官僚と家族の465日（2011年1月、TBS）
- 告発〜国選弁護人 第4・5話（2011年2月、テレビ朝日）
- チャレンジド〜卒業〜（2011年5月、NHK）
- 警視庁捜査一課9係 season7 第8話（2012年8月、テレビ朝日）
- 土曜ワイド劇場 西村京太郎トラベルミステリー59（2013年1月、テレビ朝日）
- PTAグランパ!（2017年） ‐ 大沼紀子
- ウルトラマンジード 第20話（2017年11月、テレビ東京） - メグミ
- 名探偵・明智小五郎（2019年3月30日・31日、テレビ朝日） ‐ 寺崎景子
- 連続テレビ小説「虎に翼」第70話（2024年7月5日、NHK） ‐ 勝枝

### 映画
- ナースのお仕事 ザ・ムービー（2002年5月11日、東宝）
- KEEP ON ROCKIN'（2003年11月2日、東映）